# Instituto Nacional de Tecnología Industrial
El Instituto Nacional de Tecnología Industrial (INTI) es un ente autárquico argentino que funciona bajo la órbita del Ministerio de Economía, cuya misión es acompañar e impulsar el crecimiento de las pymes argentinas, promoviendo el desarrollo industrial federal mediante la innovación y la transferencia de tecnología.
Fue creado mediante el Decreto Ley 17.138 del 27 de diciembre de 1957, en el marco del surgimiento de un conjunto de instituciones nacionales destinadas a poner en movimiento, de manera planificada, la inversión pública, la ciencia y tecnología.

## Historia

### Antecedentes
El INTI nació como respuesta al interés en la Argentina de disponer de un instituto de investigaciones aplicadas a la industria que cumpliera funciones similares a las que habían comenzado a desarrollar, hacia fines del siglo XIX, otras instituciones en Estados Unidos, y años más tarde en Europa y América Latina.
Su antecedente es la creación, dentro del Ministerio de Agricultura, del Instituto Nacional de Tecnología, según el Decreto n.º 16068 del 30 de junio de 1944. Por otro decreto del 28 de noviembre de ese mismo año, el 31885, la institución pasa a depender de la Secretaría de Industria y Comercio, denominándose Instituto Tecnológico.

### Creación del INTI
El Instituto Nacional de Tecnología Industrial fue creado en 1957, con el aval de la Unión Industrial Argentina. Su primer presidente fue el ingeniero Salvador María del Carril, quien desempeñó ese cargo hasta 1973. Sus primeros laboratorios se ubicaron en el Parque Tecnológico Miguelete en un predio de 19 hectáreas en el Partido de General San Martín, provincia de Buenos Aires, en el que hoy se concentran una treintena de centros, además de áreas administrativas y de soporte. 
Desde 1972 el INTI es referente nacional en el ámbito de las mediciones, habiéndose constituido como Instituto Nacional de Metrología, de acuerdo con la Ley 19511 reglamentada por el decreto 788/03. Por esa causa le corresponde realizar, reproducir y mantener los patrones nacionales de medida y difundir su exactitud. Esta tarea contribuye a asegurar la calidad en las mediciones relacionadas con el cuidado del ambiente, la salud, los alimentos, la seguridad pública, la equidad en el comercio y la calidad de la producción industrial.
Desde sus orígenes, el INTI tuvo la particularidad de integrar a cámaras e industrias en el esquema de conducción de sus centros para asegurar que las actividades que se desarrollaran estuvieran conectadas a las necesidades y demandas concretas del ámbito industrial. A su vez, la vinculación de las empresas a los centros, ha tenido por objeto facilitar el desarrollo de innovaciones que, por su envergadura, escapen a las posibilidades de una sola empresa.
Con el tiempo, el INTI se ha expandido a todo el país, que generan investigación y desarrollo en red, con el fin de acompañar e impulsar el crecimiento industrial de cada provincia. Esa expansión le ha permitido al instituto cubrir una amplia gama de especialidades industriales, en articulación con universidades, laboratorios estatales, empresas públicas, cámaras empresarias y otras organizaciones −del país y del exterior− vinculadas con la actividad tecnológica.

### Década de 1970
Salvador María del Carril deja el cargo de presidente del INTI tras la asunción de Juan Domingo Perón en 1973. El puesto fue ocupado por José Luis Albertoni (1973-1975) y luego por Eduardo Amadeo (1975-1976).
En 1976 sucede un golpe militar en el país y un gobierno de facto toma el poder hasta 1983. Este gobierno emprende una serie de medidas de liberalización del mercado y desindustrialización por lo que el INTI sufre una caída en sus actividades. También sufre la desaparición de dos profesionales y la desvinculación de decenas debido a motivos ideológicos.  La dirección del INTI quedó en manos de la Armada, que nombró como presidente al capitán José A. Rodríguez.

### Décadas de 1980 y 1990
La democracia regresa al país en 1983 con la asunción del radical Raúl Alfonsín. Su mandato estuvo signado por la crisis económica a causa de la hiperinflación. Durante su gobierno del INTI pasó por período de inestabilidad con gran recambio de autoridades (cuatro presidentes en cinco años) y conflictividad laboral.
En 1989 asume la presidencia del país Carlos Menem quien se mantiene en el cargo hasta 1999. Este período se caracteriza por una liberalización del mercado, privatizaciones y reducción del gasto público. En 1990 las comisiones de Ciencia y Técnica y de Industria de la cámara de Diputados interpelaron a las autoridades del INTI sobre la utilidad del organismo. Ese mismo año se realizó otra reunión entre una comisión de 30 personas de INTI con la comisión de Ciencia y Técnica. Al finalizar, el presidente de la comisión les dijo que la institución estaba "en terapia intensiva" y que se tomarían 72 horas para definir si el organismo seguía existiendo o era eliminado. Dos días después se les comunicó que seguiría funcionando. Sin embargo, se produjo un progresivo vaciamiento del instituto que pasó de tener 2000 trabajadores en 1986 a 940 en 1994. En noviembre de 1991 el experto japonés Hiroshi Amano presentó una evaluación del ente en la que menciona que el mismo tiene "capacidades limitadas para desarrollar tecnología" y que necesitaba realizar "más investigación y desarrollo e incorporar gente joven".

### SigloXXI
En 2002 asume Enrique Martínez como presidente del INTI.  Durante su gestión el Instituto profundizó su rol social en forma paralela a su tarea con las pymes y grandes empresas. Esto significó prestar asistencia a emprendedores de la economía comunitaria y brindar ayudas técnicas en problemas sociales como la eliminación del arsénico en el agua potable del Impenetrable chaqueño. En 2011 fue reemplazado por un breve período por Guillermo Salvatierra, y posteriormente por Ricardo del Valle.
En diciembre de 2015 vía decreto de necesidad y urgencia el presidente Mauricio Macri designó al frente del INTI a Javier Ibáñez (Ingeniero Industrial), quien ante se había desempeñado en la comisión directiva del club Atlanta. En 2017 fue denunciado por trabajadores de la entidad por manejo discrecional de los fondos del Instituto, estableciendo una "gestión paralela con asesores que cobran el triple que el promedio de los trabajadores" y que tienen como función disponer el libre manejo del presupuesto para dirigir los fondos públicos a su criterio. En enero de 2018 se confirmó el despido de más de 250 empleados del instituto. Esto motivó movilizaciones y cortes de ruta por parte de los trabajadores, que fueron reprimidas por las fuerzas de seguridad.
En diciembre de 2019 el presidente Alberto Fernández designó como presidente del INTI al Dr. Rubén Geneyro (Abogado) y vicepresidente al Dr. Darío Caresani. El 26 de diciembre se anunció la reincorporación de 270 trabajadores del INTI que habían sido despedidos durante la gestión de Cambiemos.

## Áreas temáticas y servicios
En la actualidad el INTI posee seis áreas temáticas en su sede central en Buenos Aires, cada una con dos o más Centros INTI y cada uno de ellos con uno o más campos de acción y servicios. Cuenta con 52 centros de investigación y desarrollo distribuidos en el territorio argentino, brindando asistencia en todas las áreas de la industria. El INTI tiene asimismo centros sectoriales y regionales en 24 provincias argentinas. Las grandes áreas temáticas en las que se divide el INTI son: 
- Agroalimentos
- Calidad, diseño, extensión y desarrollo
- Construcción, materiales y procesos
- Electrónica y metrología
- Química
- Recursos naturales y medio ambiente

Cerca del 80% de los servicios que ofrece el INTI están destinados a las pymes argentinas, con el propósito de potenciar su competitividad tanto local como global, favoreciendo el agregado de valor, la incorporación de innovación y diseño, la creación de empleo y el desarrollo de nuevos mercados. 
Cuenta con personal altamente especializados y laboratorios provistos de instrumental y equipamiento en algunos casos único en la región, como el Laboratorio de Ensayos de Transporte Vertical (para evaluar el funcionamiento de ascensores), la Cámara de Ensayo de Fachadas, la Cámara Semianecoica (para medir interferencias electromagéticas), la Sala Limpia (para el diseño y desarrollo de microsistemas), y la jaula de Faraday para el ensayo de pararrayos. Además dispone de Plantas Piloto destinadas a diferentes industrias como alimentos, carnes, caucho, química, textiles, plásticos, cerelaes y oleaginosas y lácteos, entre otras.

## Desarrollos notables
El Instituto ha logrado varios avances en cuanto a tecnología, entre los cuales se pueden citar los ejemplos que se detallan a continuación.
| Área                          | Proyecto                                      | Descripción |
| ----------------------------- | --------------------------------------------- | --- |
| INTI-Diseño Industrial        | Máquina para los pequeños productores laneros | Promoviendo el desarrollo local y considerando que las etapas más rutinarias y trabajosas en la producción lanera de las economías familiares consiste en amasar el material durante aproximadamente una hora. Ahora, este proceso, llamado afieltrado, puede quedar en manos de una máquina diseñada por el INTI. |
| INTI-Micro y Nano electrónica | NANOPOC                                       | Conocido también como plataforma de nanosensores y bionanoinsumos para la detección POC de enfermedades infecciosas, se trata de un dispositivo en etapa de prototipo para la detección rápida de enfermedades infecciosas. Fue desarrollado junto a la UNSAM y las empresas AADE, Agropharma y Biochemiq. Es un dispositivo pequeño, portable y que permite descentralizar el diagnóstico de varias enfermedades. |
| INTI-Plásticos                | Envases bioecológicos con nanocompuestos      | Se investigó el uso de materiales biodegradables, como los residuos de la industria aceitera y las proteínas de soja, para fabricar envases ecológicos. Basándose en el empleo de nanocompuestos, el proyecto intenta reducir la contaminación ambiental a un bajo costo desarrollando una tecnología con un mayor valor agregado para los recursos agroindustriales de Argentina. |
| INTI-Química                  | Alternativa a la desinfección del agua        | Un dispositivo desarrollado en un paraje conocido como El Pesado, en Misiones permitirá realizar tratamientos del agua a partir de luz ultravioleta. El equipo, de bajo costo, puede ser fabricado con mano de obra y recursos locales. |
| INTI-Procesos Superficial     | Aleación resistente a la corrosión            | Se ha logrado desarrollar en el Instituto un recubrimiento metálico de zinc y níquel que tiene mayor resistencia, en ambientes adversos, a los que existen actualmente; algo que resulta de especial interés para la industria automotriz y la construcción. En el Centro del INTI se desarrolló un recubrimiento constituido por zinc níquel partículas y aditivos, una aleación que se caracteriza por tener más porcentaje de níquel que otras, lo que asegura una mayor resistencia al desgaste. En este caso, la aleación tiene un 85% de zinc y un 15% de níquel, lo que la distingue de los recubrimientos metálicos ya conocidos en el mundo, que no superan el 12% de Ni..Los experimentos se hicieron en INTI y en la industria. Se ha realizado una patente que figura en el portal internacional espacenet publicada por INPI en 2014. Se publicaron resultados en un libro: Nueva aleación más protectora: del laboratorio a la industria (Zulema Ángela Mahmud). |
| INTI-Caucho                   | Adhesivo de soja                              | Pegamento para carpintería a base de soja, que tienen una adhesión similar a los que se usan habitualmente pero no es tóxico y permite aprovechar más los cultivos de soja que predominan en el país. |

## Presidentes
| N.º | Presidente                  | Inicio                  | Final                   |
| --- | --------------------------- | ----------------------- | ----------------------- |
| 1   | Salvador María del Carril   | 27 de diciembre de 1957 | 3 de agosto de 1973     |
| 2   | José Luis Albertoni         | 3 de agosto de 1973     | 11 de noviembre de 1975 |
| 3   | Eduardo Amadeo              | 12 de noviembre de 1975 | 24 de marzo de 1976     |
| 4   | José Alcides Rodríguez      | 6 de julio de 1976      | 12 de diciembre de 1983 |
| 5   | Alfredo Octavio Russo       | 27 de febrero de 1984   | 6 de noviembre de 1985  |
| 6   | Miguel de Santiago          | 6 de noviembre de 1985  | 11 de junio de 1986     |
| 7   | Enrique Mario Martínez      | 11 de junio de 1986     | 8 de septiembre de 1988 |
| 8   | Rubén Emilio Zeida          | 8 de septiembre de 1988 | 13 de julio de 1989     |
| 9   | Carlos Ernesto Giudici      | 13 de julio de 1989     | 8 de febrero de 1990    |
| 10  | Luis Orlando Cauteruccio    | 9 de febrero de 1990    | 18 de junio de 1992     |
| 11  | Luis Abraham El Halli Obeid | 18 de junio de 1992     | 9 de agosto de 1993     |
| 12  | Roberto Hugo Avalle         | 9 de agosto de 1993     | 31 de agosto de 1994    |
| 13  | Silvia Diana Portnoy        | 31 de agosto de 1994    | 19 de diciembre de 1996 |
| 14  | Leónidas Montaña            | 4 de noviembre de 1996  | 31 de julio de 2000     |
| 15  | Julio García Velazco        | 1 de agosto de 2000     | 31 de octubre de 2002   |
| 16  | Enrique Mario Martínez      | 31 de octubre de 2002   | 10 de diciembre de 2011 |
| 17  | Guillermo Salvatierra       | 10 de diciembre de 2011 | 23 de mayo de 2012      |
| 18  | Ricardo del Valle           | 23 de mayo de 2012      | 10 de diciembre de 2015 |
| 19  | Javier Ignacio Ibáñez       | 10 de diciembre de 2015 | 10 de diciembre de 2019 |
| 20  | Rubén Geneyro               | 10 de diciembre de 2019 | 24 de octubre de 2022   |
| 21  | Sandra Marcela Mayol        | 28 de noviembre de 2022 | 10 de diciembre de 2023 |
| 22  | Daniel Omar Horacio Afione  | 16 de enero de 2024     | En cargo                |

## Reconocimientos
En 2008 la Fundación Konex reconoció al INTI con el Diploma al Mérito en los Premios Konex en la disciplina Entidades de Investigación Científica y Tecnológica, por su destacada labor en la década 1998-2007 en la Argentina.